# Oscar del calcio AIC 2003
L'Oscar del calcio AIC 2003 fu la settima edizione dell'Oscar del calcio AIC, la manifestazione in cui vengono premiati i protagonisti del calcio italiano dall'Associazione Italiana Calciatori.

## Vincitori
Di seguito sono riportate tutte le nomination dei vari oscar assegnati:

### Migliore calciatore italiano
| Piazzamento | Giocatore       | Squadra |
| ----------- | --------------- | ------- |
| Vincitore   | Francesco Totti | Roma    |
| Nomination  | Paolo Maldini   | Milan   |
| Nomination  | Christian Vieri | Inter   |

### Migliore calciatore straniero
| Piazzamento | Giocatore    | Nazionalità | Squadra  |
| ----------- | ------------ | ----------- | -------- |
| Vincitore   | Pavel Nedvěd | Rep. Ceca   | Juventus |
| Nomination  | Emerson      | Brasile     | Roma     |
| Nomination  | Adrian Mutu  | Romania     | Parma    |

### Migliore portiere
| Piazzamento | Giocatore         | Nazionalità | Squadra  |
| ----------- | ----------------- | ----------- | -------- |
| Vincitore   | Gianluigi Buffon  | Italia      | Juventus |
| Nomination  | Morgan De Sanctis | Italia      | Udinese  |
| Nomination  | Francesco Toldo   | Italia      | Inter    |

### Migliore difensore
| Piazzamento | Giocatore        | Nazionalità | Squadra |
| ----------- | ---------------- | ----------- | ------- |
| Vincitore   | Alessandro Nesta | Italia      | Milan   |
| Nomination  | Paolo Maldini    | Italia      | Milan   |
| Nomination  | Jaap Stam        | Paesi Bassi | Lazio   |

### Migliore calciatore giovane
| Piazzamento | Giocatore        | Squadra |
| ----------- | ---------------- | ------- |
| Vincitore   | Antonio Cassano  | Roma    |
| Nomination  | Fabrizio Miccoli | Perugia |
| Nomination  | Andrea Pirlo     | Milan   |

### Migliore allenatore
| Piazzamento | Allenatore      | Squadra  |
| ----------- | --------------- | -------- |
| Vincitore   | Marcello Lippi  | Juventus |
| Nomination  | Carlo Ancelotti | Milan    |
| Nomination  | Luigi Delneri   | Chievo   |

### Migliore calciatore assoluto
| Piazzamento | Giocatore       | Nazionalità | Squadra  |
| ----------- | --------------- | ----------- | -------- |
| Vincitore   | Pavel Nedvěd    | Rep. Ceca   | Juventus |
| Vincitore   | Francesco Totti | Italia      | Roma     |

### Migliore arbitro
| Piazzamento | Arbitro            |
| ----------- | ------------------ |
| Vincitore   | Pierluigi Collina  |
| Nomination  | Gianluca Paparesta |
| Nomination  | Roberto Rosetti    |